# Heliconius pyritosa
Heliconius pyritosa är en fjärilsart som beskrevs av Jose Francisco Zikán 1937. Heliconius pyritosa ingår i släktet Heliconius och familjen praktfjärilar. Inga underarter finns listade i Catalogue of Life.